# Abies grandis
Abies grandis là một loài thực vật hạt trần trong họ Thông. Loài này được (Douglas ex D.Don) Lindl. miêu tả khoa học đầu tiên năm 1833.